# Ginka
Ginka är en by i Östervåla socken i Heby kommun.
Betydelsen av namnet är oklar. Magnus Lundgren föreslog 1886 att det kunde vara en genitivform av mansnamnet Gimke. Några sådana ortsbildningar under forntiden är dock inte kända. Ginka omtalas i dokument första gången 1309 ('în Ghimka') då en Eskil Skjalges arvingar tillerkändes jord bland annat i Ginka. Markgäldsförteckningen 1312 upptar en skattskyldig men fler kan gömmas bland de personer i socknen som saknar byangivelse. Under 1500-talet omfattar byn tre mantal skattejord. Enligt mantalslängden 1658 fanns fem hushåll i byn och mantalslängden 1691 upptar sex hushåll samt ett soldattorp och en backstuga under byn.
På byns ägor har bland annat funnits torpen och lägenheterna Ginkafallet eller bara Fallet, Petersborg, Fornsalen, Sälängen (som tidigare lydde under Bjurvalla men vid laga skifte lades till Ginka), Källbogården, Källmon och Västanås. En del av bebyggelsen vid Kuggebo i Bjurvalla har kommit att hamn inom Ginka bys ägor.